# ویومینگ (میشیگان)
ویومینگ، میشیگان (به انگلیسی: Wyoming, Michigan) یک شهر در ایالات متحده آمریکا با جمعیت ۷۲٬۱۲۵ نفر است که در میشیگان واقع شده‌است.

## موقعیت جغرافیایی
موقعیت جغرافیایی شهرها و مناطق اطراف به شرح زیر است: